# Oxalis tetraphylla
Espèce
Oxalis tetraphylla, l'oxalis à quatre folioles, est une espèce de plantes herbacées du genre des Oxalis de la famille des Oxalidacées.
Elle est parfois vendue sous l'appellation incorrecte de « trèfle à quatre feuilles ».

## Synonymes
- Acetosella tetraphylla (Cav.) Kuntze
- Ionoxalis cuernavacana Rose
- Ionoxalis divaricata Small
- Ionoxalis mucronata Rose
- Ionoxalis scopulorum Rose
- Ionoxalis tetraphylla (Cav.) Rose
- Oxalis cuernavacana (Rose) R. Knuth
- Oxalis deppei Lodd.
- Oxalis esculenta Dietr. in Otto & Dietr.
- Oxalis hayi R. Knuth
- Oxalis mucronata (Rose) R. Knuth
- Oxalis pseudotetraphylla R. Knuth
- Oxalis scopulorum (Rose) R. Knuth
- Oxalis zonata Lej.
- Sassia tetraphylla (Cav.) Holub